# Stanton County (Nebraska)
Stanton County is een county in de Amerikaanse staat Nebraska.
De county heeft een landoppervlakte van 1.113 km² en telt 6.455 inwoners (volkstelling 2000). De hoofdplaats is Stanton.

## Bevolkingsontwikkeling

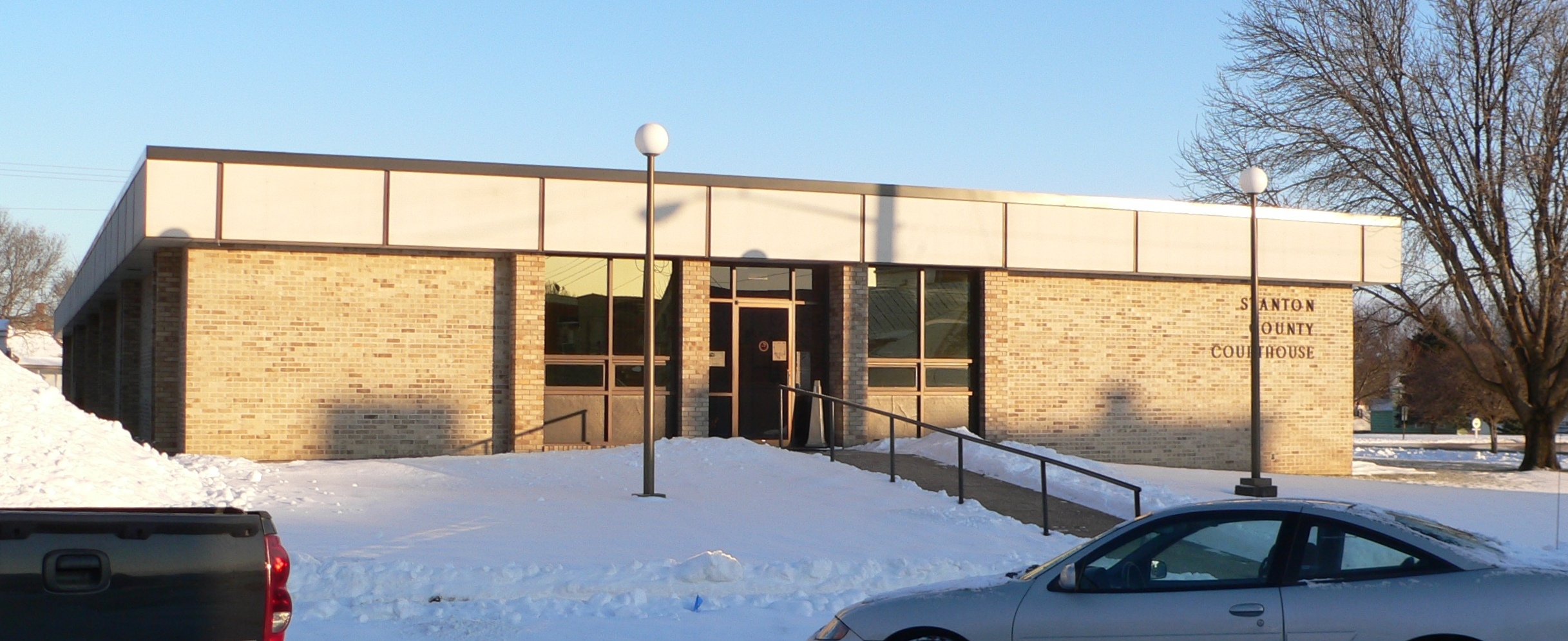
Stanton County Courthouse